# Elvir Laković
Elvir Laković poznat kao Laka (Goražde, BiH, ...), bosanskohercegovački pjevač
Laković je predstavljao Bosnu i Hercegovinu na Pjesmi Eurovizije 2008. godine u Beogradu s pjesmom "Pokušaj".

## Diskografija
- 2007., Zec, Hayat production
- 2008., Pokušaj (singl), PBS BiH